# 김영재 (1993년)
김영재(한국 한자: 金榮載, 1993년 6월 8일 ~ )는 대한민국의 전 축구 선수이며, 포지션은 수비수였다.